# Monika Brzostek
Monika Brzostek (ur. 28 lipca 1989 w Rybniku) – polska siatkarka plażowa. Siedmiokrotna mistrzyni Polski, medalistka mistrzostw świata juniorów, mistrzostw Europy do lat 23, oraz mistrzostw Europy w Klagenfurcie w 2015. MVP Orlen Finału Mistrzostw Polski 2015 i 2016. Uczestniczka letnich igrzysk olimpijskich w Rio de Janeiro 2016. W marcu 2018 roku zdobyła złoty medal pierwszych w historii oficjalnych Mistrzostwach Polski w siatkówce na śniegu rozgrywanych w Białce Tatrzańskiej.

## Życiorys
Monika Brzostek występuje na arenie międzynarodowej od 2006 roku. Wówczas to wzięła udział w turnieju cyklu World Tour, grając w parze z Weroniką Kurek. W 2008 roku w parze z Karoliną Sowałą zdobyła brązowy medal mistrzostw świata juniorek. Rok później w parze z Kingą Kołosińską została mistrzynią świata juniorek. W 2011 roku, wspólnie z Kołosińską, zdobyła srebrny medal mistrzostw Europy do lat 23. W 2012 roku w parze z tą zawodniczką zdobyła mistrzostwo Polski seniorek. W 2013 roku, także w parze z Kołosińską, zdobyła srebrny medal Letniej Uniwersjady 2013.
W cyklu World Tour (Puchar Świata) występuje od 2006 roku. Najwyższą pozycją, jaką zajęła w zawodach tego cyklu jest 5. miejsce (w 2014 roku w Moskwie) w parze z Kołosińską. Obecnie (2015 rok) jest członkinią reprezentacji Polski w siatkówce plażowej.
W 2013 roku została zgłoszona do udziału w Mistrzostwach Świata w Siatkówce Plażowej 2013 (w parze z Kołosińską). W zawodach tych para Kołosińska–Brzostek wygrała wszystkie 3 mecze w fazie grupowej turnieju kobiet. W fazie pucharowej najpierw pokonały holenderską parę Laura Bloem i Rebekka Kadijk, a następnie w 1/8 finału przegrały z włoską parą Marta Menegatti i Greta Cicolari i zostały ostatecznie sklasyfikowane na 9. pozycji mistrzostw świata.
W 2015 w Mistrzostwach Europy w Klagenfurcie (w parze z Kołosińską) zdobyła brązowy medal. Wygrywając wszystkie mecze grupowe, przeszła bezpośrednio do drugiej rundy pucharowej, gdzie wygrywając 2-1 z gospodyniami turnieju Rimser/Strauss (16-21, 21-8, 15-6) zapewniła sobie awans do ćwierćfinału, w którym wygrała ze Szwajcarkami Forrer/Verge-Depre 2-0 (21-16, 21-17). W półfinale musiała uznać wyższość duetu z Rosji. W meczu o brąz wygrała 2-0 (21-17, 22-20) z Dubovcova/Nestarcova.
W 2016 w Pucharze Świata w Rio de Janeiro (w parze z Kołosińską) zdobyła srebrny medal i dzięki temu uzyskała kwalifikację na igrzyska olimpijskie w Rio de Janeiro. Kwalifikację przypieczętowała zajmując 5 miejsce w turnieju Grand Slam w Moskwie.
Brzostek jest absolwentką szkoły mistrzostwa sportowego w Łodzi, aktualnie mieszkanka Raciborza.
W 2018 zagrała w pierwszych Mistrzostwach Polski w siatkówce na śniegu rozgrywanych w Białce Tatrzańskiej, gdzie w parze z Dorotą Strąg zdobyły złoty medal.
Od 2021 roku pełni funkcję dyrektora sportowego cyklu Plaża Open.